# Nikdo není dokonalý (Prima)
Nikdo není dokonalý je český televizní pořad uváděný na  TV Prima.
První verzi pořadu vysílala televize Prima mezi roky 1997 a 2005. Pořad se dočkal obnovy v roce 2010. Hlavním moderátorem byl Jiří Krampol, do každého dílu si pozval dva hosty, kteří hádali počet správných odpovědí na jednoduché otázky pokládané lidem na ulicích. Pořad byl produkován společností Friendly Production.